# Вишина (Мехединци)
Вишина (рум. Vișina) насеље је у Румунији у округу Мехединци у општини Гречи. Oпштина се налази на надморској висини од 252 m.

## Становништво
Према подацима из 2002. године у насељу је живело 19 становника, од којих су сви румунске националности.